# Zlíni kerület
Koordináták: é. sz. 49° 13′ 35″, k. h. 17° 40′ 04″49.226389°N 17.667778°E
Zlíni kerület (csehül Zlínský kraj) közigazgatási egység Csehország keleti részén. Székhelye Zlín. Lakosainak száma 590 484 fő (2005).
Nyugatról az óramutató járásval megegyező irányba a Dél-morvaországi, az Olomouci és a Morva-sziléziai kerület határolja. Keleten a Zsolnai kerülettel (Szlovákia), délkeleten pedig a Trencséni kerülettel (Szlovákia) szomszédos.

## Járások
2005. január 1-től, a legutóbbi kerülethatár-módosítás óta a területe 3964 km², melyen 4 járás osztozik:
| Név (Cseh név)                                    | Jel | Székhely         | Népesség (fő) | Terület (km²) | Népsűrűség (fő/km²) | Községek száma |
| ------------------------------------------------- | --- | ---------------- | ------------- | ------------- | ------------------- | -------------- |
| Kroměříži járás (Okres Kroměříž)                  | KM  | Kroměříž         | 108 943       | 796           | 137                 | 79             |
| Uherské Hradiště-i járás (Okres Uherské Hradiště) | UH  | Uherské Hradiště | 145 840       | 991           | 147                 | 78             |
| Vsetíni járás (Okres Vsetín)                      | VS  | Vsetín           | 147 362       | 1 143         | 129                 | 59             |
| Zlíni járás (Okres Zlín)                          | ZL  | Zlín             | 195 668       | 1 034         | 189                 | 89             |

## Legnagyobb települések

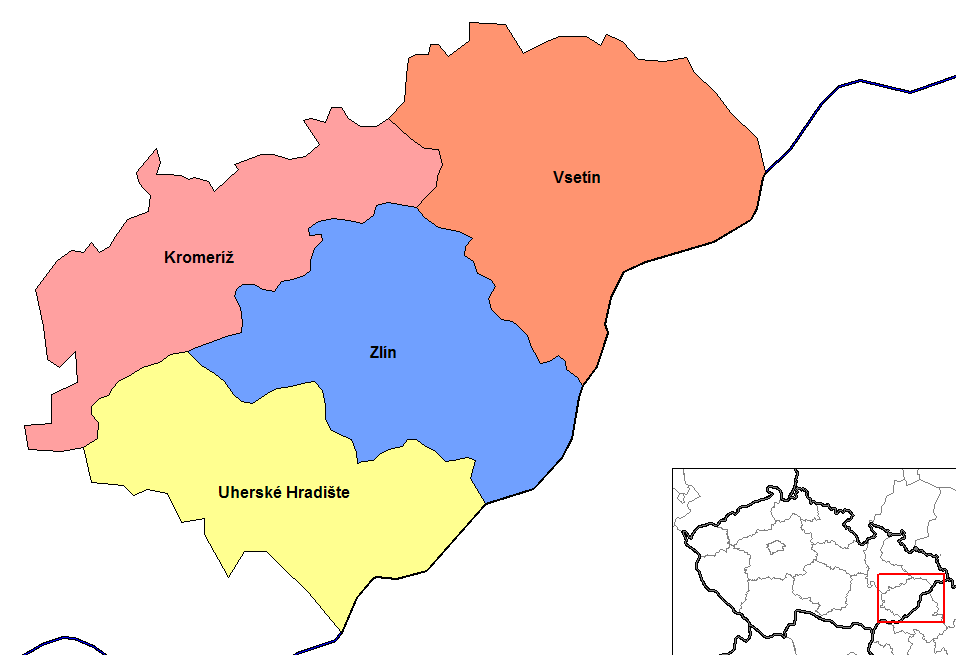
A Zlíni kerület járásai

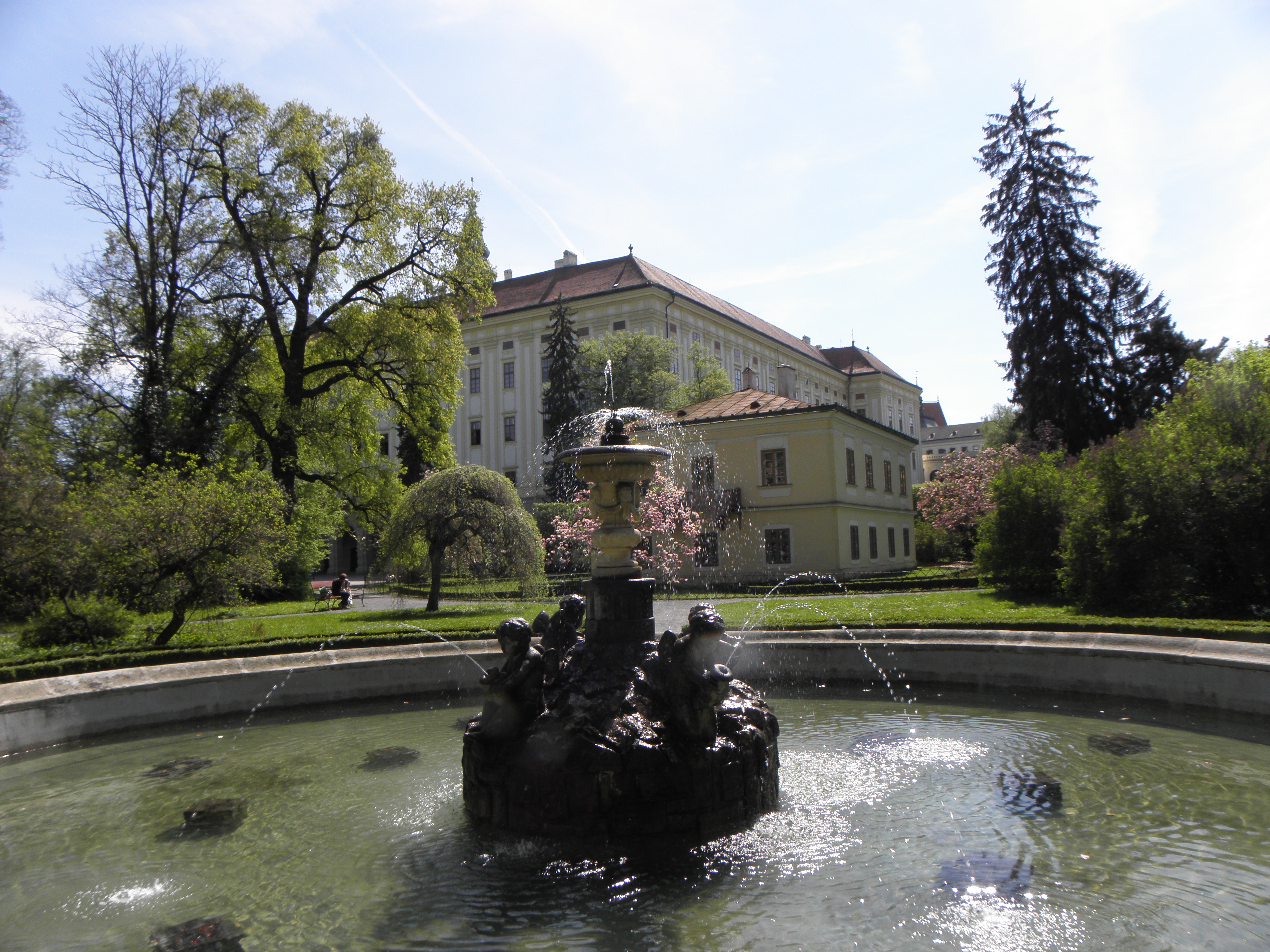
Érseki palota Kroměřížban

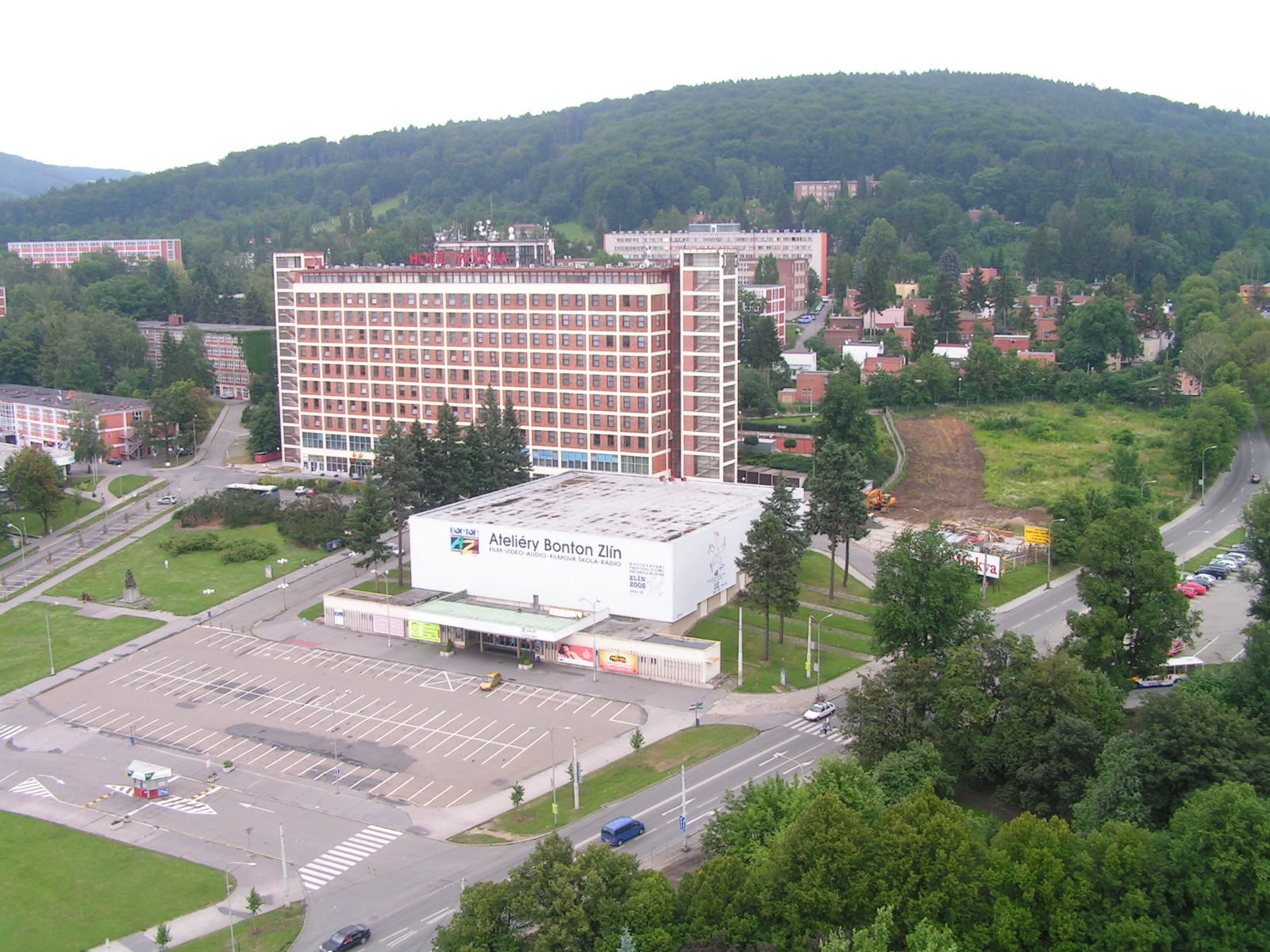
A Hotel Moszkva és a mozi Zlínben

| Név                   | Lakosság (fő, 2005. december 31.) |
| --------------------- | --------------------------------- |
| Zlín                  | 78.285                            |
| Kroměříž              | 29.024                            |
| Vsetín                | 28.261                            |
| Valašské Meziříčí     | 27.362                            |
| Uherské Hradiště      | 26.131                            |
| Otrokovice            | 18.665                            |
| Uherský Brod          | 17.399                            |
| Rožnov pod Radhoštěm  | 17.129                            |
| Holešov               | 12.332                            |
| Bystřice pod Hostýnem | 8.762                             |
| Napajedla             | 7.584                             |
| Hulín                 | 7.449                             |
| Slavičín              | 7.004                             |
| Staré Město           | 6.759                             |
| Brumov-Bylnice        | 6.014                             |
| Zubří                 | 5.458                             |
| Luhačovice            | 5.442                             |
| Kunovice              | 5.241                             |
| Chropyně              | 5.145                             |
| Valašské Klobouky     | 5.143                             |

## Fordítás
- Ez a szócikk részben vagy egészben  a   Zlín Region című angol Wikipédia-szócikk ezen változatának fordításán alapul.  Az eredeti cikk szerkesztőit annak laptörténete sorolja fel. Ez a jelzés csupán a megfogalmazás eredetét és a szerzői jogokat jelzi, nem szolgál a cikkben szereplő információk forrásmegjelöléseként.
- Ez a szócikk részben vagy egészben  a   Zlínský kraj című cseh Wikipédia-szócikk ezen változatának fordításán alapul.  Az eredeti cikk szerkesztőit annak laptörténete sorolja fel. Ez a jelzés csupán a megfogalmazás eredetét és a szerzői jogokat jelzi, nem szolgál a cikkben szereplő információk forrásmegjelöléseként.

## Külső hivatkozások
- Turisztikai oldal – Czech.cz (angolul)